# Camille Gobey
Camille Théodore Gobey, detto Colo (... – Abidjan, 9 febbraio 2018), è stato un cestista ivoriano.

## Carriera
Con la Costa d'Avorio ha disputato i Campionati africani del 1981 e i Campionati mondiali del 1982.